# Hôtel des Trois-Singes
L'hôtel des Trois-Singes est une maison située à Provins, en France.

## Localisation
La maison est située dans la ville-haute de Provins, en Seine-et-Marne, au 77 rue Saint-Thibault.

## Historique
L'édifice est inscrit au titre des monuments historiques en 1986.